# 18976 Кунілравал
18976 Кунілравал (18976 Kunilraval) — астероїд головного поясу, відкритий 31 серпня 2000 року.
Тіссеранів параметр щодо Юпітера — 3,584.